# Hammil
Hammil è una comunità non incorporata nella Contea di Mono in California. Si trova a 9 miglia (14 km) ovest nordovest del Picco White Mountain ad un'altezza di 4593 piedi, pari a 1400 m.